# Det Fælles Medicinkort
Det Fælles Medicinkort er en løsning, der skal give alle borgere i Danmark et elektronisk medicinkort på en central database. Medicinkortet skal give et overblik over borgernes aktuelle medicinering.

## Hvorfor det Fælles Medicinkort?
Det Fælles Medicinkort vil bidrage til, at borgene får en korrekt og sikker behandling med lægemidler. Dette vil ske ved, at sundhedspersoner hurtigt kan danne sig et relevant og aktuelt overblik over, hvilke lægemidler en borger er i behandling med. I mange situationer kan dette være specielt nyttigt:
- En person bliver bragt til et sygehus i bevidstløs tilstand og derfor er ude af stand til selv at fortælle sundhedspersonalet hvilken medicin han tager. Her vil sygehuspersonalet kunne slå op på det Fælles Medicinkort, se hvilke lægemidler personen er i behandling med og dermed tage dem med i betragtning i den akutte behandling.
- Når en patient udskrives fra sygehuset, foretager sygehuspersonalet en afstemning på patientens Fælles Medicinkort. Patienten kunne være en ældre borger, som skal tage mange forskellige lægemidler og får hjælp til dette af kommunen. I dette tilfælde vil hjemmehjælperen på Fælles Medicinkort kunne se hvilke lægemidler borgeren skal tage.
- Patienter som modtager behandling fra flere læger i parallelle forløb – f.eks. en patient som går til jævnlige konsultationer hos både egen praktiserende læge og i et ambulatorium. Den praktiserende læge og ambulatorielægen kan begge ajourføre Det Fælles Medicinkort, så det altid viser den aktuelle behandling.

## Adgang til det Fælles Medicinkort
Borgere vil med en digital signatur få adgang til eget medicinkort via internettet.
Kravene for at sundhedspersoner kan få adgang til en borgers medicinkort vil være, at:
- De har borgeren i behandling.
- De har et digitalt medarbejdercertifikat[1]
- Deres eget it-system fungerer sammen med det Fælles Medicinkort
- Har adgang til Sundhedsdatanettet[2]

Al adgang til Det Fælles Medicinkort vil bliver registreret og borgeren vil på deres eget medicinkort kunne se, hvem der har haft adgang til deres oplysninger.
Sundhedspersoner skal via deres eget system lave opslag på en borgers Fælles Medicinkort. Kommunikationen mellem systemerne sker ved hjælp af webservices. Når en sundhedsperson er logget på Det Fælles Medicinkort vil han/hun beholde adgangen i 8 timer . 

## Partnerne bag det Fælles Medicinkort
- Danske Regioner
- Digital Sundhed
- Kommunernes Landsforening
- Lægeforeningen
- Lægemiddelstyrelsen
- Medcom
- Ministeriet for Sundhed og Forebyggelse

## Projektdeltagere
Udvikling og udrulning i forbindelse med Det Fælles Medicinkort er et projekt, som har mange bidragsydere og deltagere. Projektet er forankret og håndteres på tværs af mange forskellige organisationer og regioner – både fysisk og organisatorisk. 
- Digital Sundhed har ansvaret for at sikre projektets gennemførsel i samarbejde med de involverede parter og bidragsydere.
- De danske regioner har ansvaret for at det Fælles Medicinkort implementeres i såvel primær- som sekundær sektoren.
- Lægemiddelstyrelsen er ansvarlig for drift og vedligeholdelse af den centrale del af det Fælles Medicinkort.
- MedCom er ansvarlig for kontakten til – og udviklingen af lægepraksissystemerne i Danmark, som skal integrere med det Fælles Medicinkort.

## Historik
I 2004 åbnede Lægemiddelstyrelsen for den Personlige Elektroniske Medicinprofil, som giver borgere en elektronisk adgang til alle deres recepter udstedt indenfor de sidste to år. En af visionerne for PEM var, at den skulle give læger et bedre overblik over borgeres medicinering. Men mange læger syntes adgangen var besværlig (skal logge på systemet for hver enkelt patient) og en oversigt over udskrevne recepter giver ikke nødvendigvis et billede af aktuel medicinering. Derudover mangler der information om den medicin patienter får med hjem efter en indlæggelse på et sygehus.
I november 2006 afholder Lægeforeningen og MedCom en konference om behovet for et fælles medicineringsgrundlag og i månederne efter, får man igangsat en specifikationsfase af et fælles medicingrundlag. Sundhedspersoner fra både praktiserende læger og sygehuse deltager i specifikationsfasen.
I sommeren 2007 starter et pilotprojekt under ledelse af Lægemiddelstyrelsen og med deltagelse af:
- Region Hovedstaden
- Region Syddanmark
- A-Data (Lægepraksisleverandør)
- Data Inform (Lægepraksisleverandør)
- Æsculap (Lægepraksisleverandør)

I december 2008 og januar 2009 deltager sygehuslæger fra Region Syddanmark med Logica, praktiserende læger med A-data og EG Data Inform i en pilotdrift. Konklusionen er, at medicindata kan vandre mellem de forskellige lægesystemer, uden at der sker en forvanskning. 
I januar 2009 overtager digital Sundhed  ansvaret for at flytte Fælles Medicinkort fra at være et pilotprojekt til, at få det fuldt udrullet i sundhedssektoren i Danmark.